# Río San Juan de Micay
Río San Juan de Micay är ett vattendrag i Colombia.   Det ligger i departementet Cauca, i den västra delen av landet, 400 km väster om huvudstaden Bogotá.